# Therese Jönsson
Therese Jönsson, född 15 mars 1980, är en svensk fotbollsspelare, mittback. Hon hade en lång karriär i Malmö FF där hon spelade från 1998 fram till 2008. Hon debuterade i Damallsvenskan samma år som hon värvades till klubben, 1998, och har spelat 11 säsonger i allsvenskan. Hon skrev i april 2009 på för en säsong i Skurups AIF:s damlag, som då spelade i division 3.

## Klubbar
- Skurups AIF
- Malmö FF
- Skillinge IF
- Rydsgårds AIF (moderklubb)